# 1569 Евіта
1569 Евіта (1569 Evita) — астероїд головного поясу, відкритий 3 серпня 1948 року.
Тіссеранів параметр щодо Юпітера — 3,160.